# Motu Nao
Motu Nao è una piccola isola appartenente all'arcipelago delle Isole Marchesi nella Polinesia francese. È un'isola disabitata posta 22 km a nord-ovest di Fatu Hiva.